# Jorge Ferretis
Jorge Ferretis (Río Verde, San Luis Potosí, 1902-1962)  fue un político y periodista mexicano. Fundó varios periódicos, como El Potosí y La Voz. Fue oficial mayor de la Cámara de Diputados (1937-1941) y diputado por San Luis Potosí (1952-1957). En 1955 fue nombrado director general de Cinematografía. Murió en un accidente automovilístico.

## Obra literaria
- Tierra caliente (1935)
- El Sur quema (1936)
- Cuando engorda el Quijote (1936)
- San Automóvil (1937)
- Hombres en tempestad (1941)[2]
- El coronel que asesinó a un palomo (1952)
- Libertad obligatoria (1967) Recopilatorio póstumo.

## Filmografía
- El señor alcalde (1938). Dirigida por Gilberto Martínez Solares, basada en  su cuento El Alcalde Lagos.
- La bestia negra (1938). Dirigida por Gabriel sobre un argumento de Ferretis.
- La barca de oro (1947). Dirigida por Joaquín Pardavé con guion de Jorge Ferretis y otros, sobre un argumento de Ernesto Cortazar.[3]